# Шосте вимирання (Цілком таємно)
Шосте вимирання (The Sixth Extinction) — 1-й епізод сьомого сезону серіалу «Цілком таємно». Епізод належить до «міфології серіалу» — та надає змогу глибше з нею ознайомитися. Прем'єра в мережі «Фокс» відбулася 7 листопада 1999 року.
У США серія отримала рейтинг Нільсена рівний 10.6, який означає, що в день виходу її подивилися 17.82 мільйона глядачів.

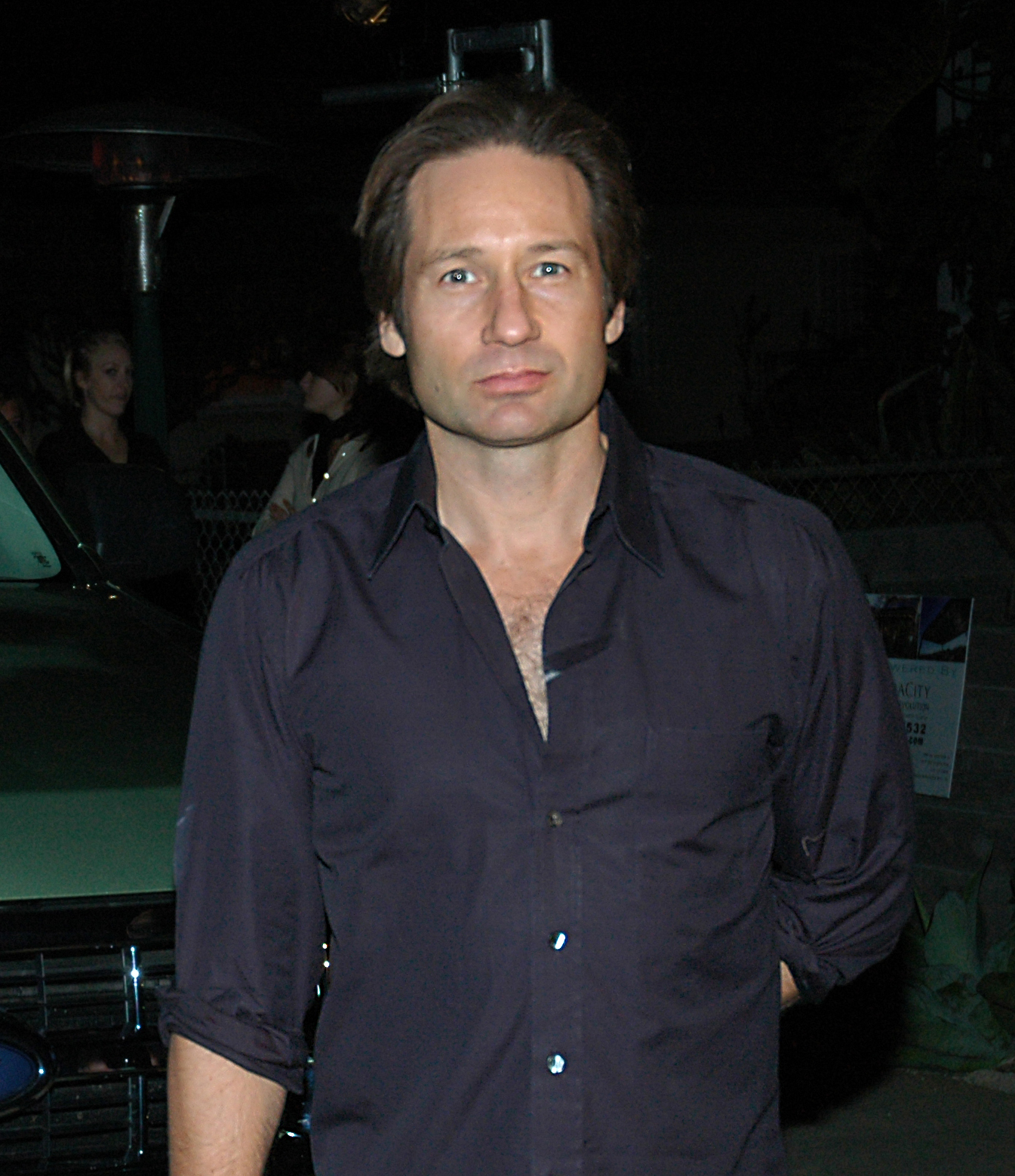

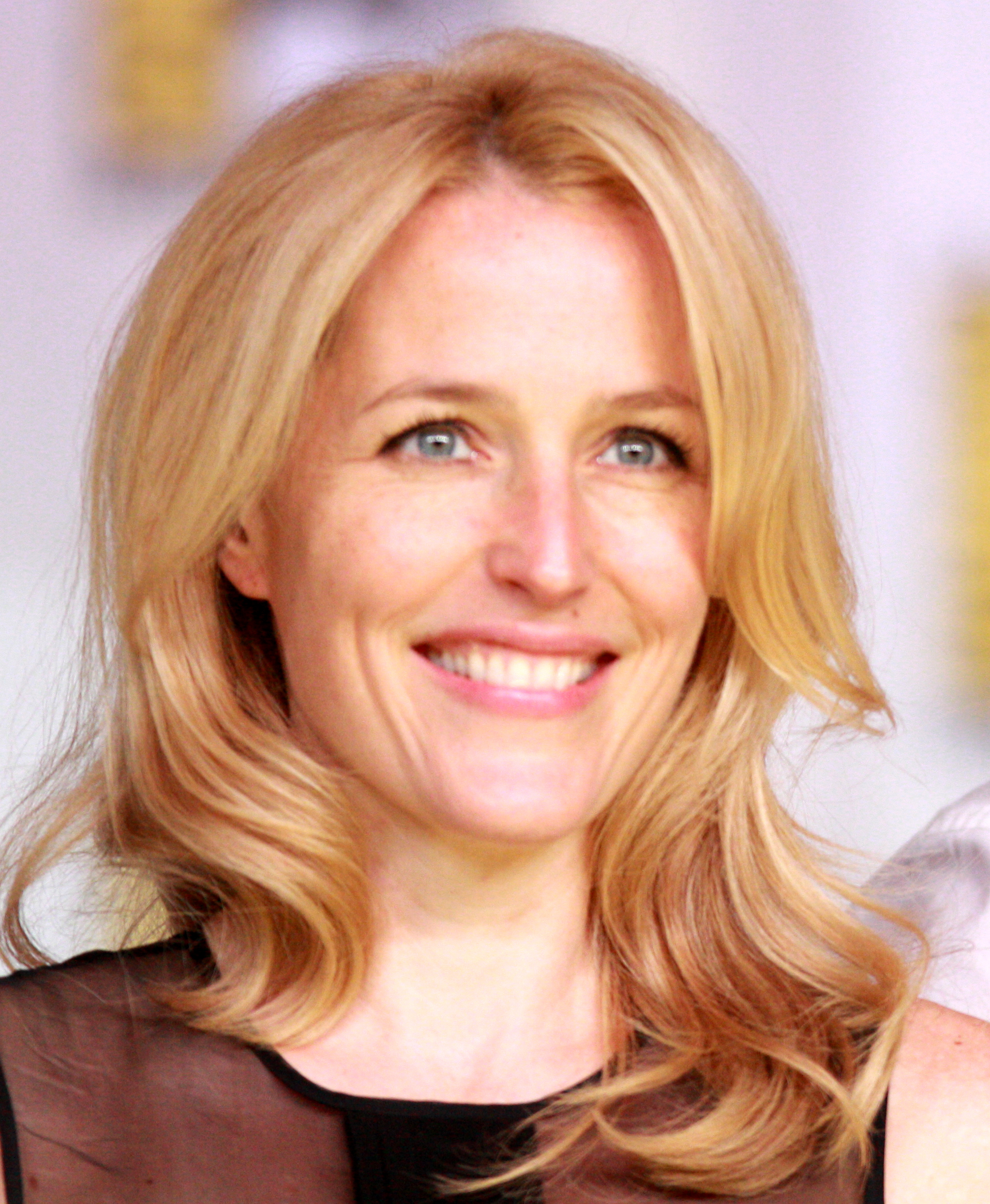

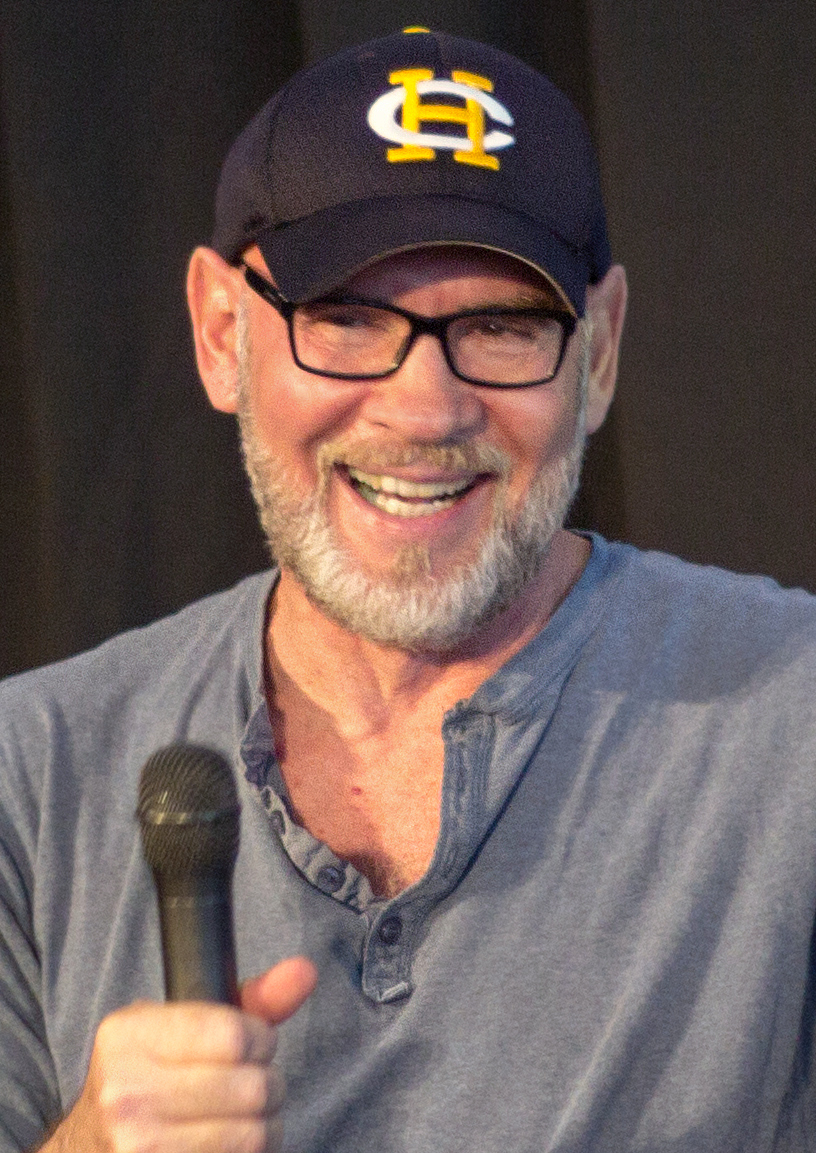

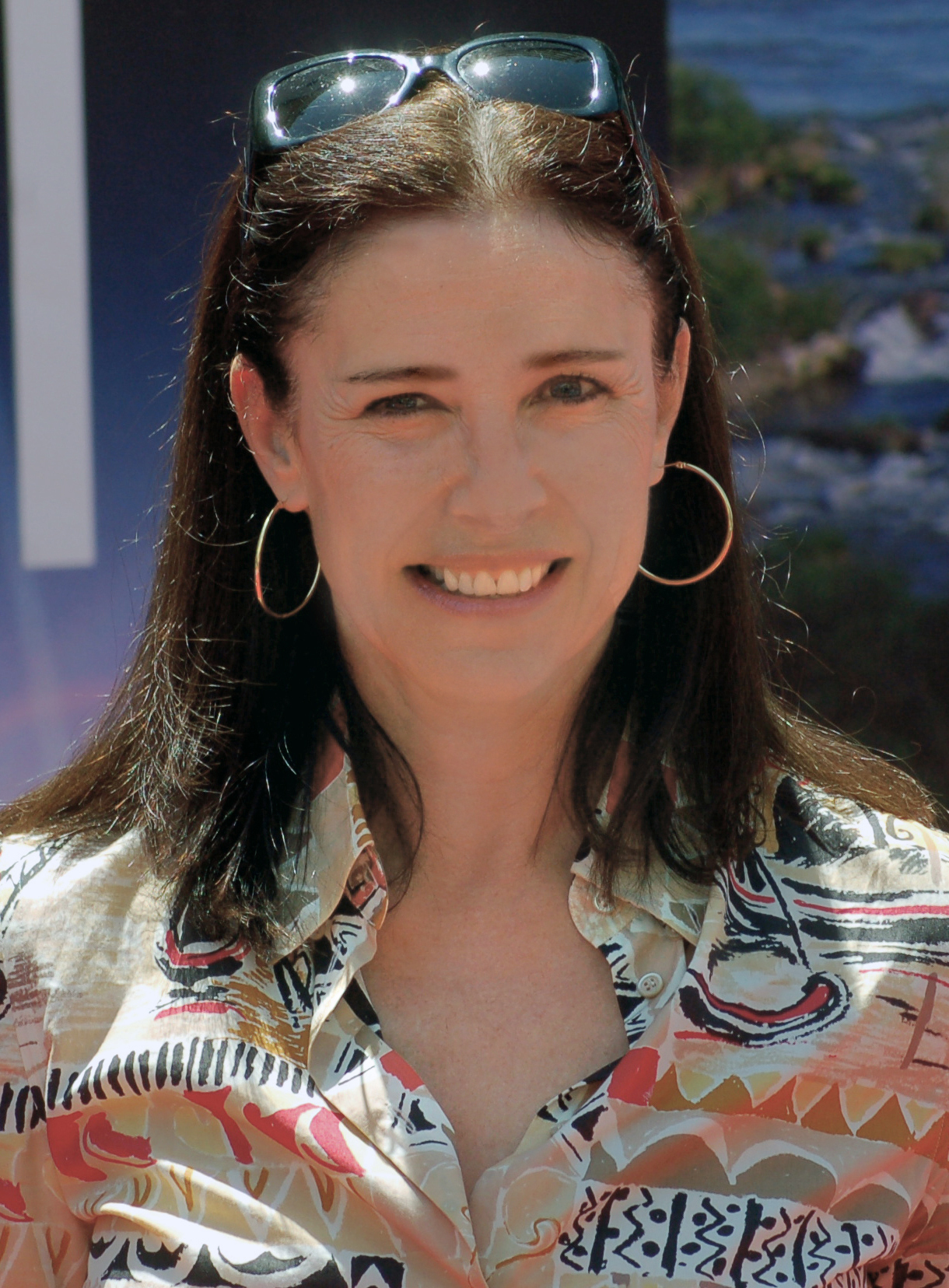

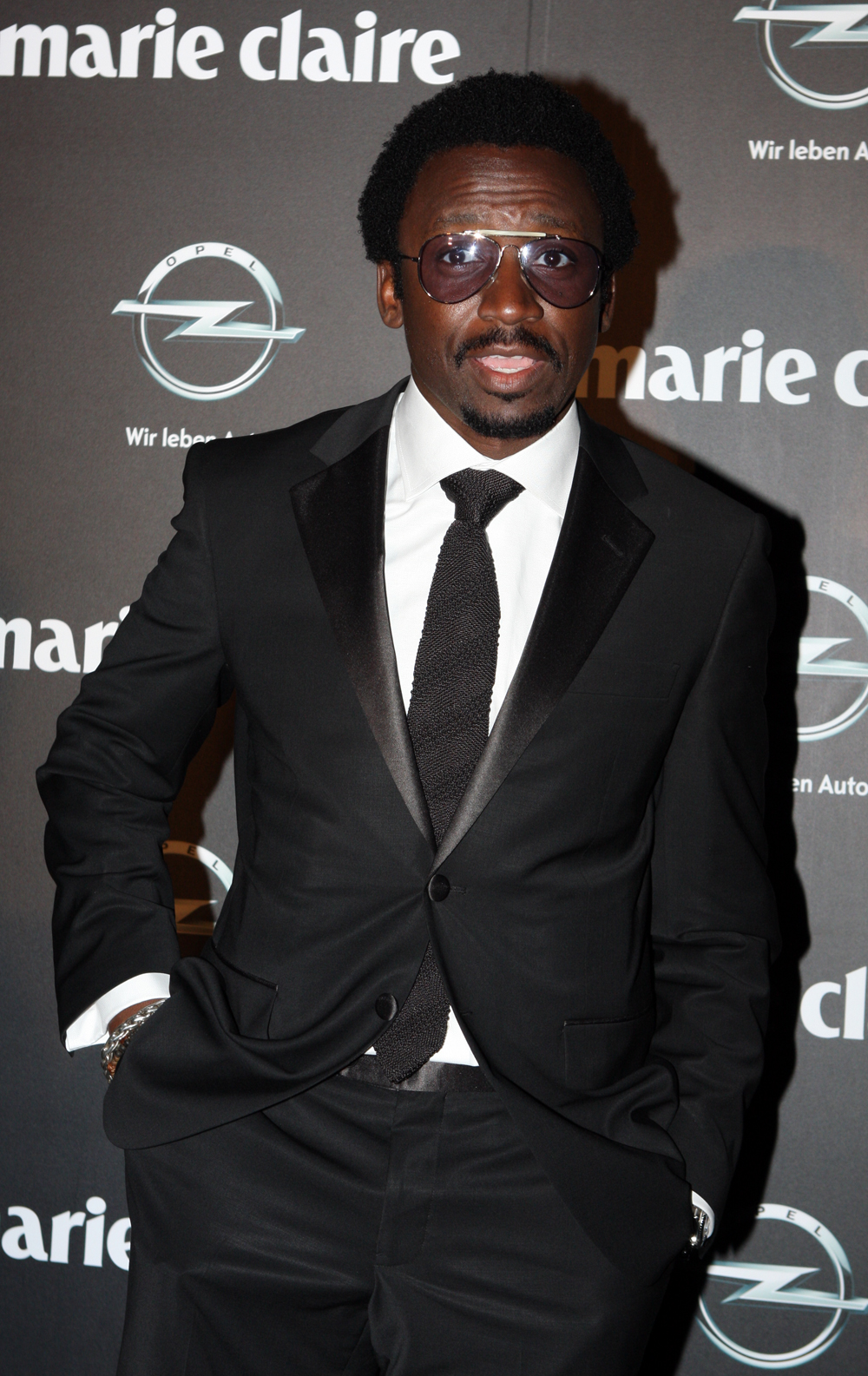

Волтер Скіннер та Майкл Крічгау відчайдушно працюють, намагаючись виявити, що не так з Малдером, чия ненормальна мозкова діяльність зробила його в'язнем у власній голові, але вони не знають про подвійну гру Діани Фоулі. Тим часом Скаллі полює на древній артефакт в Африці.
«Шосте вимирання» допомогло дослідити нові аспекти всеохоплюючої міфології серіалу і стало другим епізодом у трилогії епізодів, що демонструють важку реакцію Малдера на появу інопланетного артефакту. Епізод був написаний завдяки захопленню творця серіалу Кріса Картера можливістю участі інопланетян у великих вимираннях, що сталися мільйони років тому.

## Зміст
Істина поза межами досяжного
На узбережжі десь в Кот-д'Івуарі Скаллі сидить у своєму наметі, вивчаючи детальні фотографії космічного корабля, напівпохованого на пляжі неподалік. Вона приїхала шукати те, у що не вірила. Фігура, Первісна африканська людина, таємниче з'являється перед тим, як раптово зникнути, намет Скаллі наповнюється літаючими нічними комахами. Комахи атакують Дейну.
У США, Волтер Скіннер відвідує Фокса Малдера, що марить, його тримають у камері з м'якими стінами лікарні Джорджтауна. Малдер, здавалося б, нападає на Скіннера, але насправді приховано передає йому відірваний шматок лікарняної сукні з написом «ДОПОМОЖІТЬ МЕНІ».
Скаллі відвідує докторка Аміна Нгебе, колишня колега Соломона Меркмаллена, яка попереджає Дейну — нікому з місцевих жителів не розповідати про рій або Первісного африканця (бо вони переважно анімісти), хоча в «африканському інтернеті» про це вже відомо. Незабаром після цього одного з місцевих жителів, що працюють на розкопках корабля, очевидно ошпарює кипляча морська вода.
Скіннер відвідує сильно втишеного наркотичними речовинами Малдера, який не може говорити, але пише «Kritschgau» на долоні Волтера. З прибуттям доктора Барнса відбувається ще одна неприємність: тієї ночі океан стає криваво-червоним.
Скіннер відвідує Майкла Крічгау, який на той час безробітний і проживає в недорогій квартирі, та переконує його відвідати з ним лікарню. Опинившись там, Крічгау вважає, що Малдер має спричинені чужорідністю здібності чути думки розум і вводить йому фенітоїн, щоб уповільнити його мозкову діяльність. Малдер візуально повертається до свідомого стану і каже: «Вони йдуть». Пізніше приїжджають Діана Фоулі та його лікар. Завдяки своїм здібностям до читання думок Малдер розповідає Скіннеру — Фоулі знає про те, що він в боргу перед Алексом Крайчеком, і про зв'язки Фоулі з Курцем.
Скаллі за допомогою Барнса і алфавіту навахо здатна перекласти деякі написи на космічному кораблі, що містить інформацію про генетику та різні релігії. Однак поведінка Барнса стає дедалі непостійнішою і, озброївшись мачете, він відмовляється дозволити Скаллі або Нгебе піти.
Крічгау та Скіннер піддали Малдеру додатковим тестам, щоб перевірити його ненормальну мозкову діяльність. Малдер на тестах випереджає появу малюнків — ніби передбачає. Барнс усвідомлює, що позаземний корабель повертає до життя мертву рибу в його мішку. Скаллі та Нгебе користуються нагодою, щоб втекти. Скаллі знову бачить Первісного африканця в машині, коли вони їдуть.
Скіннер і Крічгау знову вводять Малдеру фенітоїн, але цього разу їх ловить Фаулі; Малдер переживає напад. Тим часом Барнс під час химерного експерименту вбиває свого водія, але водій незабаром оживає і вбиває його. Скаллі летить до США і відвідує Малдера в лікарні — вона пробирається ніби його лікар. Фокс через напівсвідомість чує голос Дейни.
На африканське узбережжя Нгебе прибуває з поліцією, виявляючи Барнса мертвим, а космічний корабель зник.
Не вся правда призначена для вас

## Зйомки
Щодо походження цього епізоду, Френк Спотніц сказав: «[Ми] знищили все, що стосується батька Малдера, проекту та Синдикату. Все те, що підтримувало нас протягом шести років, раптово зникло. Милиць не було. З цього моменту кожного разу, коли ми сідали писати епізод про міфологію, то знали, що це буде зовсім інший виклик». Кріс Картер вважав, що «Шосте вимирання» функціонувало як «перехідний епізод», заявивши: «Я відчував, що з „Шостим вимиранням“ я просто виконую допоміжну роль і що епізод, по суті, серединний епізод триепізодної лінії, був лише перехідною серією, щоб дістатися до „Амора Фаті“, що насправді стосувалося міфології, а більше вибору Малдера в житті».
Оскільки на початку сезону Девід Духовни та Джилліан Андерсон мали інші зобов'язання в зйомках, виробництво цього епізоду було затримано. В кінцевому підсумку його зняли третім у сезоні після епізодів «Голодний» та «Варіація Голдберга». Картер написав епізод одночасно, коли Духовни працював над наступною частиною «Шосте вимирання II: Амор Фаті». Кіма Маннерса зазначені підготовки заплутали, оскільки не було зрозуміло, як сюжетні лінії розгортатимуться і переходитимуть одна в одну. Спотніц сказав про кінцевий результат: «Для мене це було дуже схоже на фільм про монстрів 1950-х років із Скаллі на пляжі, коли цей хлопець божеволіє від мачете, атак помилок і моря крові. Так, це передбачалося бути серйозною справою, але, загалом, я думав, що це формується як досить розважальна година».
Продюсерам довелося перенести зйомки пляжних серій із попередніх епізодів через зміни припливів і відпливів у ту пору року. Подібно до попереднього епізоду, велика аварія космічного корабля була створена за допомогою комп'ютерної графіки. Послідовність, коли місцевих жителів ошпарюють океанською водою, вимагала використання «різного ступеня гриму опіків», який застосовувався до трюків. Потім підводну камеру використовували для зйомки цих акторів, коли вони корчились від болю. Створити сцену, в якій величезна кількість комах роїться у наметі Скаллі, попкорн та пінистий арахіс були обдуті великим вентилятором на звукову сцену. Зображення цвіркунів потім цифровим чином компонували поверх детриту при постпродукції. Знімальна група також взяла в оренду понад 50 000 мертвих цвіркунів і їх розкидали по сцені підлоги для посилення ефекту.
Велика частина епізоду була заснована на давній теорії про космонавтів, яка передбачає, що розумні позаземні істоти відвідували Землю в античності або доісторії та налагодили контакт з людьми. Френк Спотніц був вражений тим, наскільки мало негативної пошти від фанатів отримав серіал, незважаючи на те, що історія «Біогенез»/«Шосте вимирання»/«Амор Фаті» сильно натякала на те, що інопланетяни були джерелом поняття Бога і релігії. Він визнав манеру, в якій виробники серіалу обробляли цю делікатну тему, сказавши: «Часто в минулому ми робили речі, де я був впевнений, що отримаємо гнівні листи. Але ми це робимо нечасто. І причина в тому, як ми обробляли речі. У „Аморі Фаті“ ми поважали релігійну сторону». Пізніше теми стародавнього космонавта були переглянуті у двох серіях дев'ятого сезону «Провінанс» та «Провидіння».

## Показ і відгуки
«Шосте вимирання» було вперше показано в США 7 листопада 1999 року. Цей епізод отримав рейтинг Нільсена 10,6 із часткою 16, це означає — що приблизно 10,6 % всіх домогосподарств, обладнаних телевізором, і 16 % домогосподарств, які дивляться телевізор, були налаштовані на епізод. Його переглянули 17,82 мільйона глядачів і він був найпопулярнішим епізодом сьомого сезону в США Епізод був показаний у Великій Британії і Ірландії по «Sky One» 7 травня 2000 року; його переглянули 1 мільйон глядачів та був третім найбільш переглядуваним епізодом того тижня. Пізніше епізод був включений у «Міфологію X-файлів, том 3 — Колонізація, колекція DVD», що містить епізоди, пов'язані з планами чужого колоніста взяти на себе землю.
«Шосте вимирання» отримало неоднозначні та позитивні відгуки критиків. Том Кессеніч у книзі «Експертиза: несанкціонований погляд на сезони 6–9 Цілком таємно» надав епізоду позитивний відгук, зазначивши, що епізод охоплює теми «Біогенезу» і «працює з ними». Кен Такер із «Entertainment Weekly» присвоїв епізоду «B +». Такер високо оцінив письменницькі здібності творця серіалу Кріса Картера, заявивши, що «епізод початкового етапу наводить на думку про безмежну фантазію автора щодо підтримки своїх тропічних націй». Роберт Шірман і Ларс Пірсон у книзі «Хочемо вірити: критичне керівництво з Цілком таємно», оцінив серію в 3.5 зірки з п'яти. Автори назвали епізод «найбільш арештованим сезоном, що відкрився за останні роки», і зазначили, що «він обіцяє, що, можливо, у старій міфології ще є життя». Шірман і Пірсон, однак, критикували відсутність остаточності епізоду, але більшу частину цього пояснювали тим, що епізод був другим із міфологічної історії з трьох частин. Моніка С. Кюблер із журналу «Exclaim!» під назвою" Шосте вимирання", а також «Біогенез» та «Амор Фаті» — один з "найкращих "епізодів у фаза «колонізації» шоу. Кеннет Сільбер з «Space.com» позитивно написав про цей епізод, сподіваючись, що він передвіщає відповіді, які мають прийти, написавши «Як середній внесок у трисерійну історію і те, що тоді вважалося заключна прем'єра сезону „Цілком таємно“, „Шосте вимирання“ наповнене похмурим доапокаліптичним настроєм, але оживлене можливістю того, що незабаром ми отримаємо відповіді на найважливіші таємничі серії».
Не всі відгуки були такими позитивними. Пола Вітаріс з «Cinefantastique» надала епізоду негативний відгук і відзначила його 1.5 зірками з чотирьох. Вона зазначила, що «ситуація Малдера розглядається просто погано», і стверджувала, що хвороба Малдера створена виключно для забезпечення міжсезонного зацікавлення. Емілі Вандерверф з «The A.V. Club» нагородила епізод «З» і назвала його «дивним мостом». Багато в чому вона критикувала епізод за те, що він «не має справжніх поворотів і ускладнень» замість «речей, які просто […] погіршуються по лінійному шляху».

## Знімалися
| Актор             | Роль                 |
| ----------------- | -------------------- |
| Девід Духовни     | Фокс Малдер          |
| Джилліан Андерсон | Дейна Скаллі         |
| Мітч Піледжі      | Волтер Скіннер       |
| Мімі Роджерс      | Діана Фоулі          |
| Джон Фінн         | [Майкл Крічгау       |
| Джонелл Кеннеді   | Аміна Нгебе          |
| Тоні Окунгбова    | Барніс Драйвер       |
| Конрад Робертс    | Первісний африканець |
| Майкл Інгліш      | Барнс                |